# بطولة كرة القدم الألمانية 1953
بطولة كرة القدم الألمانية 1953 (بالألمانية: Deutsche Fußballmeisterschaft 1952/53)‏ هو الموسم 43 من بطولة كرة القدم الألمانية ‏. أقيم خلال الفترة 3 مايو 1953 وحتى 21 يونيو 1953، وأشرف على تنظيمه اتحاد ألمانيا لكرة القدم، وكان عدد الأندية المشاركة فيه 8، وفاز فيه نادي كايزرسلاوترن.